# Большая Дюанка
Большая Дюа́нка — река в Хабаровском крае России. Длина — 59 км. Площадь бассейна — 410 км².
Берёт начало в горах Сихоте-Алинь, течёт в общем восточном направлении. На всём своём протяжении — типичная горная река с быстрым течением, перекатами, ямами и водоворотами — течение успокаивается только в устье, представляющее собой эстуарий длиной в пару километров. Берега — густой, местами непроходимый светлохвойный и смешанный лес (ива, черёмуха) и галечные плёсы. Впадает в бухту Дюанка (в бухте Силантьева), Татарский пролив. В реке обитает краснопёрка-угай, минога (семидыр), кунджа, мальма, много мальков речной (жилой) формы симы (пеструшка), заходят проходные лососи — кета, сима, горбуша. Единственный населённый пункт на берегу реки — село Дюанка, с одноимённой железнодорожной товарной станцией. Единственный промышленный водозабор с реки осуществляется для нужд п. Монгохто.

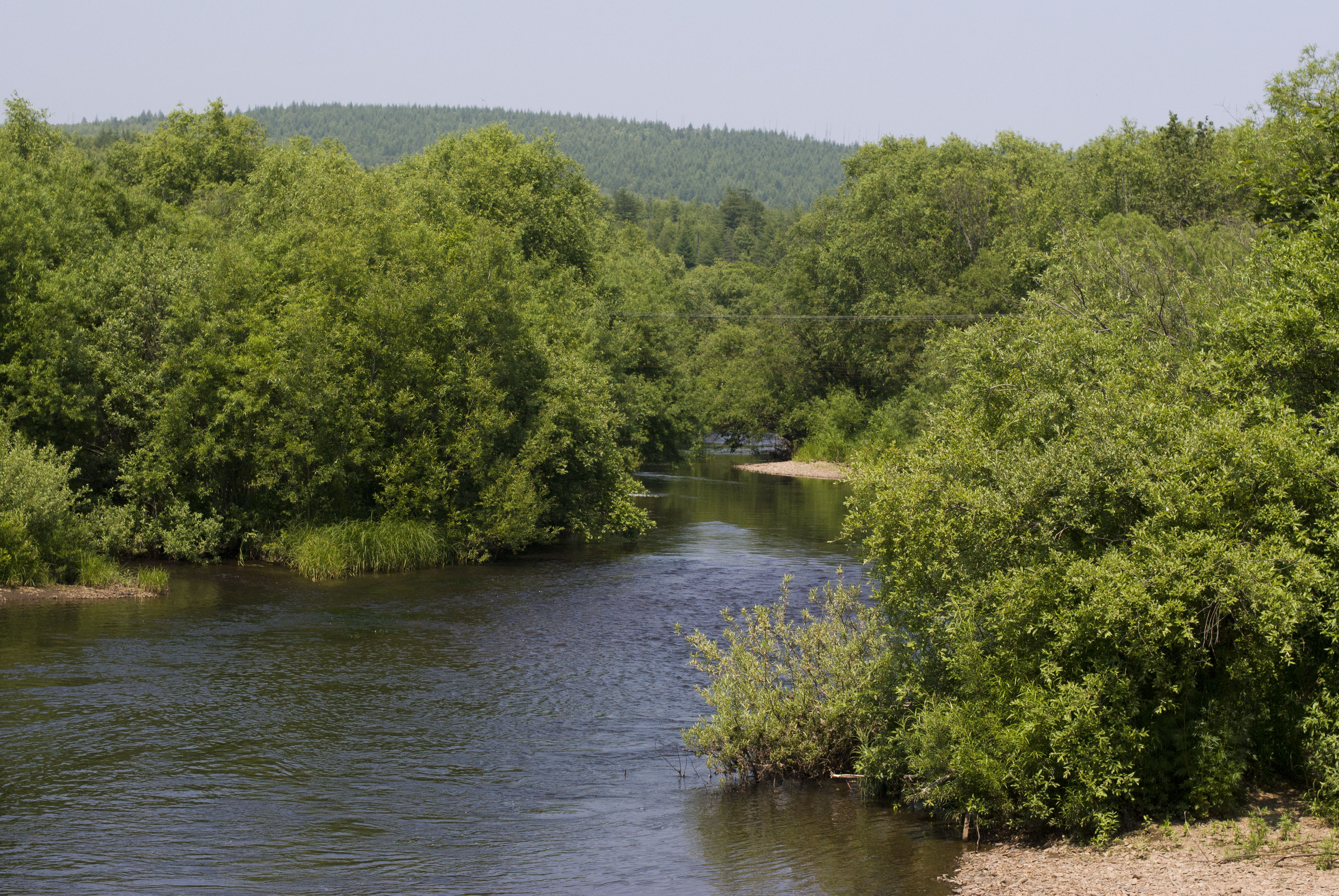

Перед устьем реку пересекает по мосту Байкало-Амурская магистраль. Чуть выше железнодорожного моста (в прибл. 2 км) возведён железобетонный автомобильный мост автодороги  Советская Гавань — Монгохто (дорога 08К-14), и выше по течению (приблизителено через 10 км) имеется деревянный мост грунтовой дороги для проезда к селу Уська-Орочская. В 10 км от устья небольшой участок реки протекает по территории режимного военного объекта 12 ГУМО — в/ч 40689.

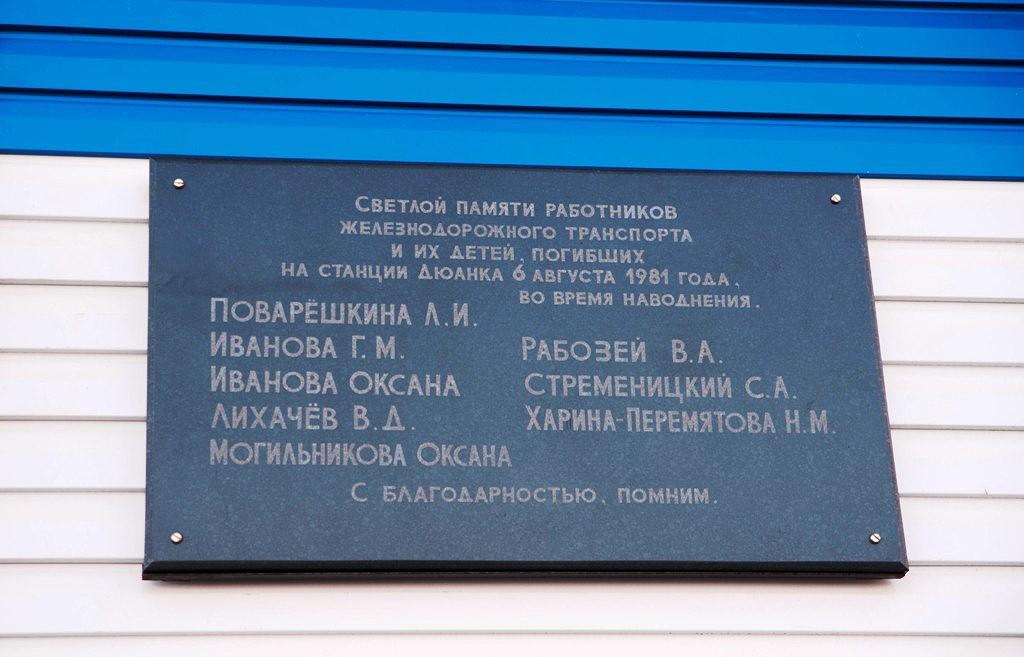
Памятная доска на станционном домике

На реке практикуется любительская рыбалка на удочку краснопёрки, пеструшки и форели, также в период хода лососёвых река от берега до берега в ночное время перегораживается браконьерскими сетями, в нижнем течении браконьеры ловят рыбу крюками-кошками «на подсёк» (т. н. «шарпалки»). Периодически проводятся рейды рыбоохраны с привлечением силовых структур.
Ночью 6 августа 1981 года регион накрыл тайфун "Филлис", в горах Сихотэ-Алиня прошёл сильнейший ливень, что вызвало очень быстрый подъём воды в реке и железнодорожная станция "Дюанка" была полностью уничтожена стихией, размыто железнодорожное полотно, прервано движение поездов. Погибли 8 человек, включая двух детей. Дежурный по станции успел передать о катастрофе и заблокировать движение составов, но покинуть станцию уже не успел. Стихия полностью изменила русло реки, вынесла в бухту Силантьева много грунта — она стала очень мелкая. Также в бухте и по сей день притоплено много вынесенных рекой деревьев.

## Данные водного реестра
По данным государственного водного реестра России относится к Амурскому бассейновому округу, водохозяйственный участок реки — пролива Невельского и бассейна Японского моря от мыса Лазарева до северной границы бассейна реки Самарга. Речной бассейн реки — бассейны рек Японского моря.
- Код водного объекта в государственном водном реестре — 20040000112118200003094[2].

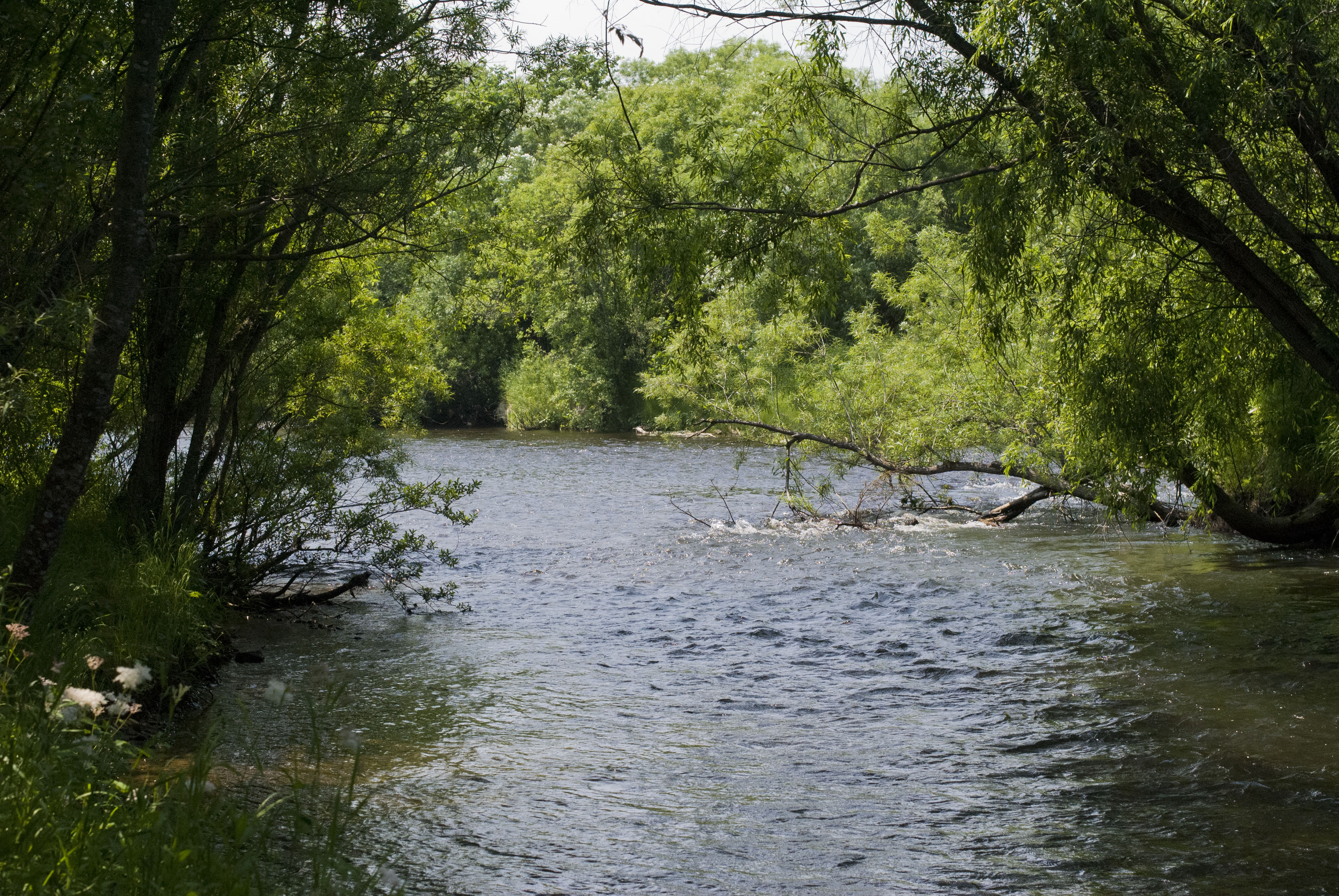
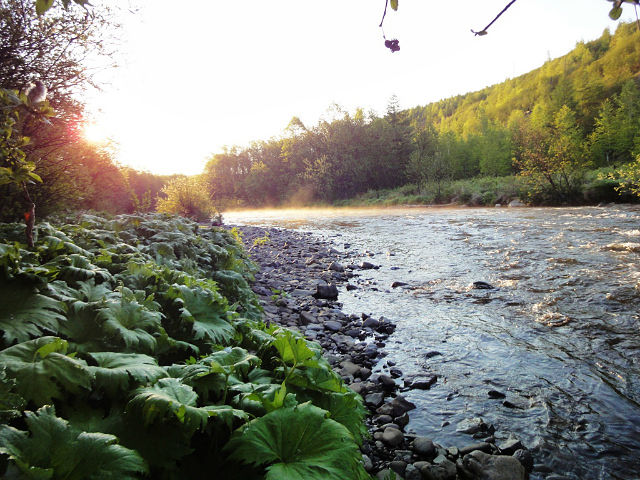
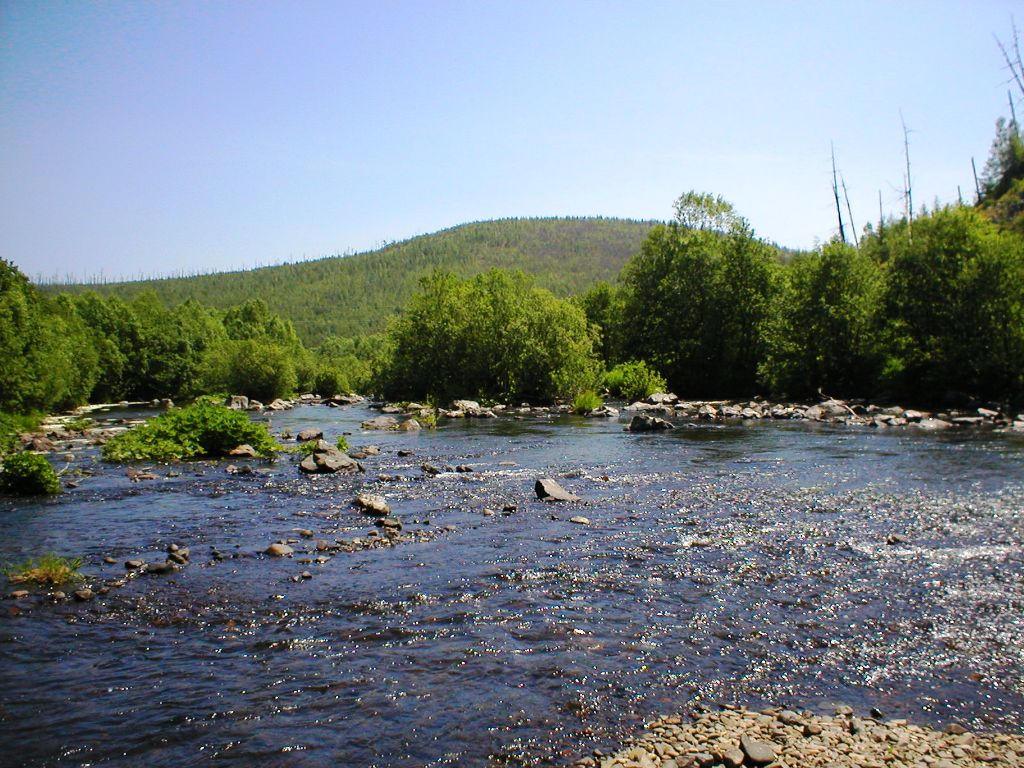